# 胡诞宁
胡诞宁 (1936年12月25日—)是一位中国眼科学家、医学遗传学家与细胞生物学家。

## 生平
纽约医学院眼科教授，纽约眼耳医院组织培养研究中心主任。曾兼任中国卫生部视光学研究中心近现眼研究所美方所长、复旦大学、首都医科大学、山东大学、吉林大学、第三军医大学、温州医学院、南京大学，名誉教授、客座教授、顾问教授。主要贡献为创建了眼黑素细胞分离培养方法、研究了眼黑素细胞功能与有关疾病；发现了线粒体遗传的药物性耳聋；在台湾、浙江和吉林合作进行了黑素细胞移植治疗白斑病与软骨细胞移植治疗关节损害。

## 荣誉
于2007年获中华医学会首位海外华人眼科杰出成就奖。